# Quận Cumberland, Maine
Quận Cumberland là một quận nằm ở bang Maine, Hoa Kỳ. Theo điều tra dân số năm 2010, dân số là 281.674 người, làm cho nó là quận đông dân nhất ở Maine. Huyện của nó là Portland. Quận Cumberland được thành lập vào năm 1760 từ một phần của quận York, Massachusetts và đặt tên cho William, Công tước xứ Cumberland, con của vua George II. 
Quận Cumberland có phần nước sâu nhất và lớn thứ hai trong tiểu bang, hồ Sebago cung cấp nước máy cho hầu hết quận. Quận là trung tâm kinh tế và công nghiệp của bang, có nguồn tài nguyên của Cảng Portland, Mall Maine và có trụ sở chính của công ty của các công ty lớn như Fairchild Semiconductor, IDEXX Laboratories, Unum và TD Bank.
Quận Cumberland là một phần của Khu Thống kê Thành phố Portland-Nam Portland, ME.
Bản mẫu:Maine